# كاثرين أندرسون (مغنية)
كاثرين أندرسون (بالإنجليزية: Katherine Anderson)‏ هي مغنية أمريكية، ولدت في 16 يناير 1944 في آن آربر في الولايات المتحدة.

## وصلات خارجية
- كاثرين أندرسون على موقع ميوزك برينز (الإنجليزية)
- كاثرين أندرسون على موقع ديسكوغز (الإنجليزية)